# Katoličko sveučilište u Montevideu
Katoličko sveučilište u Montevideu ili često i Urugvajsko katoličko sveučilište (špa. Universidad Católica del Uruguay) katoličko je sveučilište koje su 1985. godine otvorili isusovci (jezuiti) u Montevideu.
Službena krilatica sveučilišta je Veritas liberabit vos odnosno u prijevodu s latinskog jezika Istina će te osloboditi. Boje sveučilišta su bijela i plava. Pohađa ga oko 10.000 studenata.
Osim u Montevideu, gdje se fakulteti sveučilišta nalaze u šest građevina, sveučilište ima i po dva sveučilišna kampusa u Maldonadu i Saltu.

## Vanjske poveznice
- ucu.edu.uy - službene stranice sveučilišta (šp.)